# NGC 607
NGC 607 је двојна звезда у сазвежђу Кит која се налази на NGC листи објеката дубоког неба.
Деклинација објекта је - 7° 24' 41" а ректасцензија 1h 34m 16,4s. Привидна величина (магнитуда) објекта NGC 607 износи 13,5.